# Distrito de Yavarí
El distrito del Yavarí es uno de los cinco que conforman la provincia de Mariscal Ramón Castilla, ubicada en el departamento de Loreto en el Oriente del Perú.

## Historia
Este distrito fue creado el 2 de julio de 1943, mediante Ley n.º 9815 durante el primer gobierno de Manuel Prado Ugarteche.

## Geografía
La capital del distrito de Yavarí se encuentra situada a 70 m s. n. m. (metros sobre el nivel del mar).
El distrito limita:
- al norte con la provincia de Maynas (distritos de Fernando Lores, Indiana y Las Amazonas) y también con los distritos de Ramón Castilla, San Pablo y Pebas;
- al este con la República de Colombia y el distrito de Santa Rosa de Loreto;[2]
- al sur con la República Federativa de Brasil (a lo largo del río Yavarí); y
- al oeste con la provincia de Requena (situada en el distrito de Yaquerana).

## Centros poblados
- Islandia (capital del distrito): 2310 habitantes.
- Puerto Alegría: 553 habitantes.
- Amelia: 300 habitantes, aproximadamente.
- Puerto Alegría: 450 habitantes, aproximadamente.
- Centro Poblado Menor Santa Teresa: 810 habitantes, aproximadamente.
- Centro Poblado Menor Bellavista : 2100 habitantes, aproximadamente.
- Comunidad Campesina San Pedro: 750 habitantes, aproximadamente.
- Comunidad Campesina Nueva Jerusalén: 700 habitantes, aproximadamente.

## Geografía humana
En este distrito de la Amazonía peruana habita la etnia ticuna (o tikuna), autodenominada du-ûgü. (Véase Anexo:Pueblos originarios del Perú).

## Medio ambiente
El distrito del Yavarí comprende parte del Área de Conservación Regional Comunal Tamshiyacu Tahuayo.

## Autoridades

### Municipales
- 2019 - 2022[4]
  - Alcalde: Tito Lozano Ramírez|Restauración Nacional]].
  - Regidores:

  1. Nelson Rojas Dasilva (Restauración Nacional)
  2. Hernán Pereira Parente (Restauración Nacional)
  3. Vidal Orlando Curicó Mozombite (Restauración Nacional)
  4. René Águeda Maldonado Cachique (Restauración Nacional)
  5. Jackson Darío Melgarejo Manrrique (Frente Popular Agrícola FIA del Perú - FREPAP)

Alcaldes anteriores
- 2015-2018: Juan Roberto Cayetano Salinas, del Movimiento Fuerza Loretana.

## Festividades
- 31 de octubre: Señor de los Milagros.
- 2 de julio: Aniversario Distrital.
- 24 de junio: San Juan.